# 關東州興亞奉公聯盟
關東州興亞奉公聯盟是1941年（昭和16年）成立，負責關東州新體制运动的组织。相当于大日本帝國內地的大政翼贊會。

## 概述
關東州居民為聯盟的目標對象。由于是屬地附属组织，關東州居民應加入關東州興亞奉公聯盟，而內地人加入大政翼賛会。
在「东亚新秩序」的理念下，聯盟的目標為和接壤的满洲国一起建立一个能够应对国际紧张局势的指导体系。由于關東州住民（称为「關東州人」）不是日本公民的特殊情况，与朝鮮和台湾不同，不使用「国民」和「皇民」的名称，而採用了「興亞」这个名称。 .
中央总部设在關東州廳，以日本驻滿洲國大使为總裁，關東局總掌為副總裁，關東州廳長官為會長。事務局和總力會議設置於中央總部之下。
各市及民政署作為地方组织成立了地區支部，并依职业团体成立了「職場奉公会」。
從屬組織包括「關東州藝文聯盟」、「關東州科學技術聯盟」、「關東州宗教報國團」、「關東州兒童文化協會」。